# Sootaguse (Laekvere)
Sootaguse – wieś w Estonii, w prowincji Virumaa Zachodnia, w gminie Laekvere.